# Tapio Mäkelä
Tapio Valfrid Mäkelä (Nastola, 1926. október 12. – Jämsä, 2016. május 12.) olimpiai aranyérmes finn sífutó.

## Pályafutása
Az 1952-es oslói téli olimpián aranyérmet nyert 4 × 10 km-es váltóban és ezüstérmet a 18 km-es versenyen. 1954-ben a faluni világbajnokságon aranyérmet szerzett 4 × 10 km-es váltóban.

## Sikerei, díjai
- Olimpiai játékok
  - aranyérmes: 1952, Oslo - 4 x 10 km-es váltó
  - ezüstérmes: 1952, Oslo - 18 km
- Világbajnokság
  - aranyérmes: 1954, Falun 4 x 10 km-es váltó